# A Ferencvárosi TC 1970–1971-es szezonja
A Ferencvárosi TC 1970–1971-es szezonja szócikk a Ferencvárosi TC első számú férfi labdarúgócsapatának egy szezonjáról szól, mely összességében és sorozatban is a 70. idénye volt a csapatnak a magyar első osztályban. A klub fennállásának ekkor volt a 72. évfordulója.

## Mérkőzések
| Színmagyarázat | Színmagyarázat |
| -------------- | -------------- |
|                | Győzelem.      |
|                | Döntetlen.     |
|                | Vereség.       |

### EVK
1. forduló
| 1970. szeptember 15. 20:30 |

| Liverpool FC | 1 – 0               | Ferencváros |
| ------------ | ------------------- | ----------- |
| Graham 16'   | (1 – 0) Jegyzőkönyv |             |

| Anfield Stadion, Liverpool Nézőszám: 37 531 Játékvezető: Marendaz (svájci) |

| 1970. szeptember 29. |

| Ferencváros | 1 – 1               | Liverpool FC |
| ----------- | ------------------- | ------------ |
| Mucha 48'   | (0 – 0) Jegyzőkönyv | Hughes 65'   |

| Népstadion, Budapest Nézőszám: 25 000 Játékvezető: Walter Horstmann (NSZK) |

### NB 1 1970–71

#### Őszi fordulók
| 1. forduló 1970. augusztus 9. |

| Tatabányai Bányász | 1 – 2               | Ferencváros                          |
| ------------------ | ------------------- | ------------------------------------ |
| Tóth 9'            | (1 – 1) Jegyzőkönyv | Branikovits 20' Szőke 75' (11-esből) |

| Városi Stadion, Tatabánya Nézőszám: 8 000 Játékvezető: Bíróczky János (magyar) |

| 2. forduló 1970. augusztus 15. |

| Ferencváros                                     | 3 – 1               | Pécsi Dózsa |
| ----------------------------------------------- | ------------------- | ----------- |
| Szőke 20' (11-esből) Branikovits 80' Albert 88' | (1 – 0) Jegyzőkönyv | Máté 70'    |

| Népstadion, Budapest Nézőszám: 10 000 Játékvezető: Radó János (magyar) |

| 3. forduló 1970. augusztus 23. |

| Haladás VSE | 1 – 0               | Ferencváros |
| ----------- | ------------------- | ----------- |
| Iszak 70'   | (0 – 0) Jegyzőkönyv |             |

| Rohonci úti stadion, Szombathely Nézőszám: 12 000 Játékvezető: Kamarás István (magyar) |

| 4. forduló 1970. augusztus 29. |

| Vasas               | 2 – 0               | Ferencváros |
| ------------------- | ------------------- | ----------- |
| Farkas 10' Tóth 84' | (1 – 0) Jegyzőkönyv |             |

| Népstadion, Budapest Nézőszám: 25 000 Játékvezető: Emsberger Gyula (magyar) |

| 5. forduló 1970. szeptember 2. |

| Ferencváros | 1 – 2               | Rába ETO               |
| ----------- | ------------------- | ---------------------- |
| Németh 63'  | (0 – 2) Jegyzőkönyv | Pozsgai 23' Korsós 29' |

| Népstadion, Budapest Nézőszám: 10 000 Játékvezető: Szkokán Zoltán (magyar) |

| 6. forduló 1970. szeptember 12. |

| Csepel SC | 0 – 0               | Ferencváros |
| --------- | ------------------- | ----------- |
|           | (0 – 0) Jegyzőkönyv |             |

| Béke téri stadion, Budapest Nézőszám: 15 000 Játékvezető: Bíróczky János (magyar) |

| 7. forduló 1970. szeptember 20. |

| Ferencváros               | 2 – 0               | Videoton |
| ------------------------- | ------------------- | -------- |
| Branikovits 31' Mucha 83' | (1 – 0) Jegyzőkönyv |          |

| Népstadion, Budapest Nézőszám: 6 000 Játékvezető: Petri Sándor (magyar) |

| 8. forduló 1970. október 11. |

| Ferencváros | 0 – 1               | MTK                   |
| ----------- | ------------------- | --------------------- |
|             | (0 – 1) Jegyzőkönyv | Szuromi 25' Dunai 86′ |

| Népstadion, Budapest Nézőszám: 30 000 Játékvezető: Bíróczky János (magyar) |

| 9. forduló 1970. október 14. |

| Dunaújvárosi Kohász | 1 – 3               | Ferencváros                    |
| ------------------- | ------------------- | ------------------------------ |
| Bartók 27'          | (1 – 0) Jegyzőkönyv | Branikovits 51' 66' Albert 64' |

| Dunaújváros Nézőszám: 10 000 Játékvezető: Almási János (magyar) |

| 10. forduló 1970. október 18. |

| Ferencváros                                         | 4 – 0               | SZEOL |
| --------------------------------------------------- | ------------------- | ----- |
| Branikovits 13' 72' Szőke 62' (11-esből) Albert 68' | (1 – 0) Jegyzőkönyv |       |

| Népstadion, Budapest Nézőszám: 6 000 Játékvezető: Vízhányó László (magyar) |

| 11. forduló 1970. október 25. |

| Budapesti Honvéd     | 1 – 1               | Ferencváros          |
| -------------------- | ------------------- | -------------------- |
| Kocsis 9' (11-esből) | (1 – 1) Jegyzőkönyv | Szőke 15' (11-esből) |

| Bozsik József Stadion, Budapest Nézőszám: 20 000 Játékvezető: Zsolt István (magyar) |

| 12. forduló 1970. november 1. |

| Salgótarjáni BTC | 0 – 1               | Ferencváros |
| ---------------- | ------------------- | ----------- |
|                  | (0 – 0) Jegyzőkönyv | Szőke 52'   |

| Salgótarján Nézőszám: 8 000 Játékvezető: Soós Gábor (magyar) |

| 13. forduló 1970. november 8. |

| Ferencváros   | 2 – 2               | Újpesti Dózsa |
| ------------- | ------------------- | ------------- |
| Albert 5' 70' | (1 – 1) Jegyzőkönyv | Bene 23' 53'  |

| Népstadion, Budapest Nézőszám: 8 000 Játékvezető: Emsberger Gyula (magyar) |

| 14. forduló 1970. november 22. |

| Ferencváros                    | 3 – 0               | Komlói Bányász |
| ------------------------------ | ------------------- | -------------- |
| Albert 24' Branikovits 37' 80' | (2 – 0) Jegyzőkönyv |                |

| Népstadion, Budapest Nézőszám: 5 000 Játékvezető: Katona József (magyar) |

| 15. forduló 1970. november 28. |

| Diósgyőr   | 1 – 1               | Ferencváros |
| ---------- | ------------------- | ----------- |
| Sikora 89' | (0 – 1) Jegyzőkönyv | Szőke 42'   |

| DVTK-stadion, Miskolc Nézőszám: 20 000 Játékvezető: Petri Sándor (magyar) |

#### Tavaszi fordulók
| 16. forduló 1971. március 7. |

| Ferencváros                                     | 3 – 0               | Tatabányai Bányász |
| ----------------------------------------------- | ------------------- | ------------------ |
| Albert 30' Novák 47' (11-esből) Branikovits 72' | (1 – 0) Jegyzőkönyv |                    |

| Népstadion, Budapest Nézőszám: 14 000 Játékvezető: Petri Sándor (magyar) |

| 17. forduló 1971. március 13. |

| Pécsi Dózsa | 0 – 0               | Ferencváros |
| ----------- | ------------------- | ----------- |
|             | (0 – 0) Jegyzőkönyv |             |

| PMFC Stadion, Pécs Nézőszám: 8 000 Játékvezető: Somlai Lajos (magyar) |

| 18. forduló 1971. március 21. |

| Ferencváros                              | 3 – 0               | Haladás VSE |
| ---------------------------------------- | ------------------- | ----------- |
| Novák 32' (11-esből) Branikovits 42' 83' | (2 – 0) Jegyzőkönyv |             |

| Népstadion, Budapest Nézőszám: 20 000 Játékvezető: Marton László (magyar) |

| 19. forduló 1971. március 27. |

| Ferencváros          | 1 – 0               | Vasas |
| -------------------- | ------------------- | ----- |
| Novák 68' (11-esből) | (0 – 0) Jegyzőkönyv |       |

| Népstadion, Budapest Nézőszám: 35 000 Játékvezető: Bíróczky János (magyar) |

| 20. forduló 1971. április 9. |

| Ferencváros  | 1 – 1               | Csepel SC |
| ------------ | ------------------- | --------- |
| Bálint 90+1' | (1 – 1) Jegyzőkönyv | Takács 3' |

| Népstadion, Budapest Nézőszám: 18 000 Játékvezető: Kamarás István (magyar) |

| 21. forduló 1971. április 18. |

| Komlói Bányász        | 2 – 2               | Ferencváros         |
| --------------------- | ------------------- | ------------------- |
| Mohácsik 15' Egri 46' | (1 – 1) Jegyzőkönyv | Branikovits 15' 70' |

| Komló Nézőszám: 10 000 Játékvezető: Katona József (magyar) |

| 22. forduló 1971. május 2. |

| Ferencváros | 0 – 1               | Salgótarjáni BTC |
| ----------- | ------------------- | ---------------- |
|             | (0 – 1) Jegyzőkönyv | Kajdi 22'        |

| Népstadion, Budapest Nézőszám: 20 000 Játékvezető: Vadas György (magyar) |

| 23. forduló 1971. május 9. |

| Videoton                         | 2 – 3               | Ferencváros                   |
| -------------------------------- | ------------------- | ----------------------------- |
| Wollek 40' Karsai 85' (11-esből) | (1 – 0) Jegyzőkönyv | Füsi 64' Szőke 67' Németh 88' |

| Sóstói Stadion, Székesfehérvár Nézőszám: 15 000 Játékvezető: Zsolt István (magyar) |

| 24. forduló 1971. május 12. |

| MTK       | 1 – 1               | Ferencváros     |
| --------- | ------------------- | --------------- |
| Borsó 68' | (0 – 0) Jegyzőkönyv | Branikovits 56' |

| Hungária körút, Budapest Nézőszám: 28 000 Játékvezető: Emsberger Gyula (magyar) |

| 25. forduló 1971. május 23. |

| Ferencváros                | 2 – 0               | Diósgyőr |
| -------------------------- | ------------------- | -------- |
| Juhász 37' Branikovits 79' | (1 – 0) Jegyzőkönyv |          |

| Népstadion, Budapest Nézőszám: 7 000 Játékvezető: Vízhányó László (magyar) |

| 26. forduló 1971. május 29. |

| Újpesti Dózsa | 0 – 1               | Ferencváros |
| ------------- | ------------------- | ----------- |
|               | (0 – 0) Jegyzőkönyv | Szőke 88'   |

| Megyeri út, Budapest Nézőszám: 20 000 Játékvezető: Zsolt István (magyar) |

| 27. forduló 1971. június 6. |

| Rába ETO   | 1 – 1               | Ferencváros     |
| ---------- | ------------------- | --------------- |
| Csukás 76' | (0 – 1) Jegyzőkönyv | Kiss 2' (öngól) |

| Győr Nézőszám: 12 000 Játékvezető: Emsberger Gyula (magyar) |

| 28. forduló 1971. június 13. |

| Ferencváros                       | 4 – 2               | Budapesti Honvéd     |
| --------------------------------- | ------------------- | -------------------- |
| Füsi 15' Mucha 21' Németh 50' 67' | (2 – 1) Jegyzőkönyv | Pusztai 6' Kozma 47' |

| Népstadion, Budapest Nézőszám: 22 000 Játékvezető: Szilvási József (magyar) |

| 29. forduló 1971. június 20. |

| SZEOL                  | 3 – 5               | Ferencváros                                  |
| ---------------------- | ------------------- | -------------------------------------------- |
| Vörös 28' 64' Vass 82' | (1 – 3) Jegyzőkönyv | Németh 8' 44' Juhász 33' 47' Branikovits 51' |

| Szeged Nézőszám: 8 000 Játékvezető: Müncz György (magyar) |

| 30. forduló 1971. június 27. |

| Ferencváros                      | 2 – 0               | Dunaújvárosi Kohász |
| -------------------------------- | ------------------- | ------------------- |
| Rákosi 74' Gulyás 90' (11-esből) | (0 – 0) Jegyzőkönyv |                     |

| Népstadion, Budapest Nézőszám: 7 000 Játékvezető: Vízhányó László (magyar) |

#### A bajnokság végeredménye
|    | Csapat              | Játszott | Gy | D  | V  | L  | K  | GK2 | Pont | Extra Pont | Megjegyzések                                      |
| -- | ------------------- | -------- | -- | -- | -- | -- | -- | --- | ---- | ---------- | ------------------------------------------------- |
| 1  | Újpesti Dózsa       | 30       | 18 | 7  | 5  | 71 | 29 | +42 | 51   | 8          | Bajnok, 1971–1972-es bajnokcsapatok Európa-kupája |
| 2  | Ferencváros         | 30       | 16 | 9  | 5  | 52 | 26 | +36 | 49   | 8          | 1971–1972-es UEFA-kupa                            |
| 3  | Vasas               | 30       | 19 | 3  | 8  | 61 | 25 | +36 | 47   | 6          | 1971–1972-es UEFA-kupa                            |
| 4  | Honvéd              | 30       | 14 | 8  | 8  | 54 | 37 | +17 | 43   | 7          | 1971–1972-es közép-európai kupa                   |
| 5  | MTK                 | 30       | 10 | 13 | 7  | 46 | 35 | +11 | 40   | 7          |                                                   |
| 6  | Csepel              | 30       | 9  | 14 | 7  | 35 | 27 | +8  | 38   | 6          |                                                   |
| 7  | Salgótarjáni BTC    | 30       | 14 | 6  | 10 | 46 | 46 | 0   | 36   | 2          |                                                   |
| 8  | Tatabányai Bányász  | 30       | 12 | 6  | 12 | 47 | 35 | +12 | 34   | 4          |                                                   |
| 9  | Rába ETO            | 30       | 13 | 6  | 11 | 37 | 34 | +3  | 33   | 1          |                                                   |
| 10 | Videoton            | 30       | 9  | 12 | 9  | 29 | 33 | -4  | 33   | 3          |                                                   |
| 11 | Pécsi Dózsa         | 30       | 8  | 12 | 10 | 28 | 34 | -6  | 33   | 5          |                                                   |
| 12 | Diósgyőri VTK       | 30       | 10 | 7  | 13 | 24 | 46 | -20 | 32   | 5          |                                                   |
| 13 | Haladás             | 30       | 9  | 7  | 14 | 40 | 52 | -12 | 28   | 3          |                                                   |
| 14 | Komlói Bányász      | 30       | 7  | 10 | 13 | 35 | 53 | -18 | 26   | 2          | 1971–1972-es kupagyőztesek Európa-kupája          |
| 15 | Dunaújvárosi Kohász | 30       | 3  | 7  | 20 | 23 | 69 | -46 | 17   | 4          | Kiestek a NB I/B-be.                              |
| 16 | SZEOL               | 30       | 3  | 5  | 22 | 28 | 75 | -47 | 12   | 1          | Kiestek a NB I/B-be.                              |

#### Eredmények összesítése
Az alábbi táblázatban összesítve szerepelnek a Ferencvárosi TC 1970/71-es bajnokságban elért eredményei.
| Ősz/tavasz (forduló)    | Otthon | Otthon | Otthon | Otthon | Otthon | Otthon | Otthon | Idegenben | Idegenben | Idegenben | Idegenben | Idegenben | Idegenben | Idegenben |
| Ősz/tavasz (forduló)    | M      | GY     | D      | V      | LG–KG  | GK     | P      | M         | GY        | D         | V         | LG–KG     | GK        | P         |
| ----------------------- | ------ | ------ | ------ | ------ | ------ | ------ | ------ | --------- | --------- | --------- | --------- | --------- | --------- | --------- |
| Őszi szezon (1–15.)     | 7      | 4      | 1      | 2      | 15–6   | +9     | 9      | 8         | 3         | 3         | 2         | 8–7       | +1        | 9         |
| Tavaszi szezon (16–30.) | 8      | 6      | 1      | 1      | 16–4   | +12    | 13     | 7         | 3         | 4         | 0         | 13–9      | +4        | 10        |
| Összesen (1–30.)        | 15     | 10     | 2      | 3      | 31–10  | +21    | 22     | 15        | 6         | 7         | 2         | 21–16     | +5        | 19        |

### Egyéb mérkőzések
| 1970. augusztus 26. |

| San Lorenzo | 0 – 0               | Ferencváros |
| ----------- | ------------------- | ----------- |
|             | (0 – 0) Jegyzőkönyv |             |

| La Coruña |

- Tizenegyesekkel (4 – 2) a Ferencváros nyert.

| 1970. december 3. |

| Universitario Lima | 0 – 0               | Ferencváros |
| ------------------ | ------------------- | ----------- |
|                    | (0 – 0) Jegyzőkönyv |             |

| Lima |

| 1970. december 10. |

| Millonarios | 1 – 1       | Ferencváros |
| ----------- | ----------- | ----------- |
|             | Jegyzőkönyv | Szőke       |

| Bogotá |

| 1970. december 13. |

| Atlético Nacional | 2 – 4               | Ferencváros               |
| ----------------- | ------------------- | ------------------------- |
|                   | (2 – 0) Jegyzőkönyv | Albert Rákosi Branikovits |

| Medellín |

| 1970. december 15. |

| Nacional Montevideo           | 5 – 4               | Ferencváros               |
| ----------------------------- | ------------------- | ------------------------- |
| Morales Artime Cubilla Prieto | (3 – 1) Jegyzőkönyv | Branikovits Juhász Rákosi |

| Centenario Stadion, Montevideo |

| 1970. december 18. |

| Internacional | 1 – 2       | Ferencváros                |
| ------------- | ----------- | -------------------------- |
| Rubem 8'      | Jegyzőkönyv | Rákosi 11' Branikovits 21' |

| Beira-Rio Stadion, Porto Alegre Játékvezető: Agomar Martins Röhrig |

| 1971. február 18. |

| Algéria | 3 – 3       | Ferencváros        |
| ------- | ----------- | ------------------ |
|         | Jegyzőkönyv | Albert Branikovits |

| Algír |

| 1971. február 28. |

| Ferencváros               | 3 – 0               | Slovan Bratislava |
| ------------------------- | ------------------- | ----------------- |
| Bálint Albert Branikovits | (1 – 0) Jegyzőkönyv |                   |

| Budapest Nézőszám: 2 000 Játékvezető: Petri Sándor (magyar) |

| 1971. június 29. |

| FK Léva | 1 – 6       | Ferencváros                     |
| ------- | ----------- | ------------------------------- |
|         | Jegyzőkönyv | Albert Németh Füsi Mucha Rákosi |

| Léva |

## Külső hivatkozások
- A csapat hivatalos honlapja (magyarul)
- Az 1970–71-es szezon menetrendje a tempofradi.hu-n (magyarul)